# Congrés
Congrés - stacja metra w Barcelonie, na linii 5. Stacja została otwarta w 1959.